# Governatori delle colonie italiane
Questo è un elenco di tutti i governatori delle colonie italiane, divisi colonia per colonia, attraverso i novant'anni che intercorsero tra la costituzione dei primi stabilimenti italiani ad Assab, in Eritrea, l'11 marzo 1870, e la fine del colonialismo italiano, avvenuta con l'indipendenza della Somalia, il 1º luglio 1960.

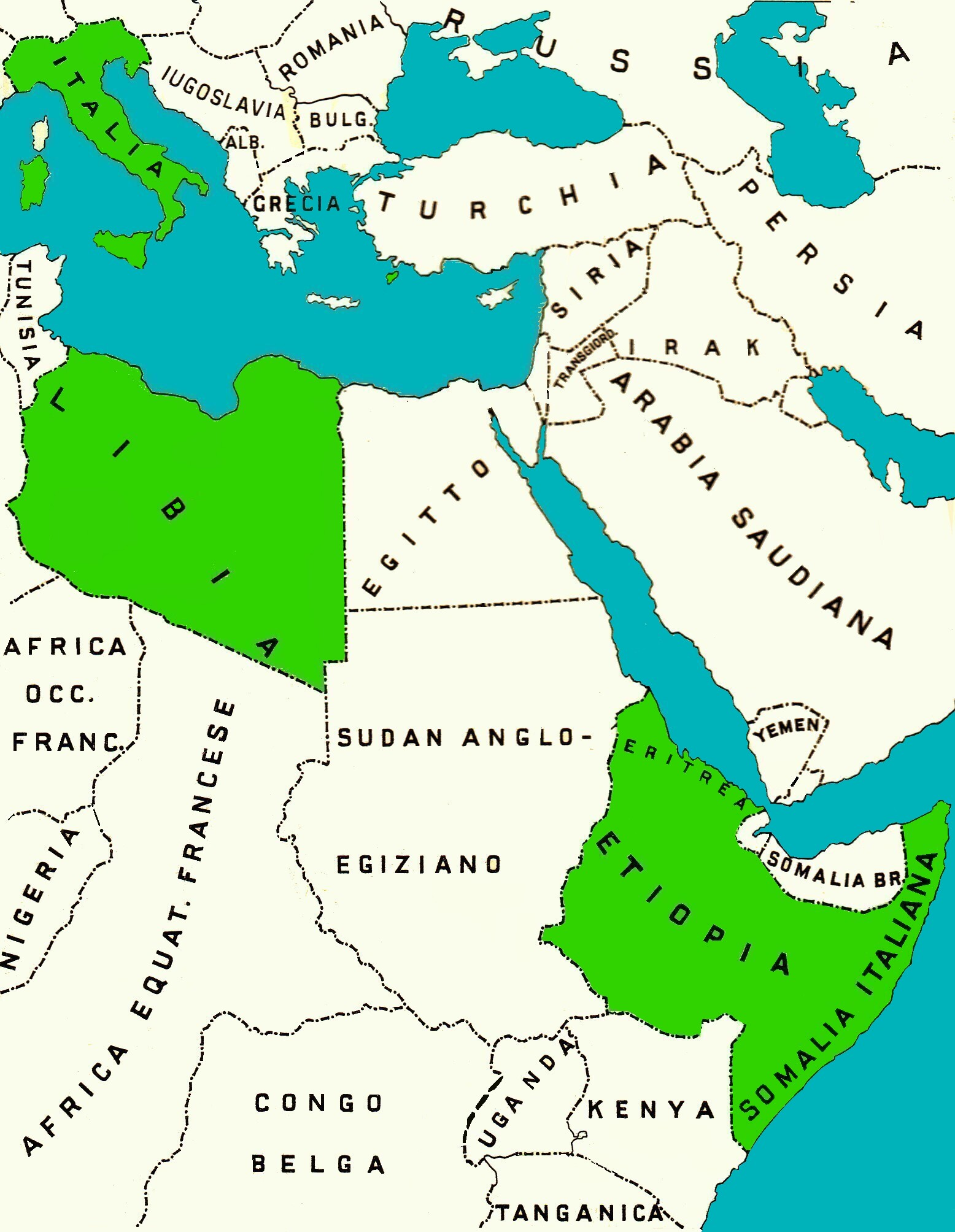
Il Regno d'Italia e le sue colonie nel 1938.

Insegna di Viceré dell'Africa Orientale Italiana.

Insegna dei Governatori di Colonia del Dodecanneso, della Libia e di Tiensin.

Bandiera distintivo di Luogotenente Generale in Albania.

## Etiopia italiana (1936-1941)
Era istituito il Viceré d'Etiopia, che coincideva con il Governatore generale dell'Africa Orientale Italiana (vedi paragrafo successivo).

## Africa Orientale Italiana (1936-1941)
I Governatori dell'Africa Orientale Italiana avevano altresì il titolo di Viceré d'Etiopia.

## Dodecaneso italiano / Isole italiane dell'Egeo

### Governatori dell'Isola di Coo
- C. Maffi dal 1912 al ?
- L. Catalano dal 1913 al 1917
- A. Boinaghi dal ? al ?
- C. Bertone dal ? al ?
- A. Scandaliati dal ? al ?
- G. Madon dal ? al ?
- A. Francesco dal ? al ?
- A. Favati dal ? al ?
- I. Amato dal ? al ?
- P. Cabras dal ? al ?
- E. Gianuzzi dal ? al ?
- F. Anilcore dal ? al ?
- P. Leggio dal ? al 1943

## Albania
Comandante truppe italiane d'oltremare per l'occupazione dell'Albania:
- Alfredo Guzzoni dal 7 al 23 aprile 1939

Luogotenente Generale del Regno d'Albania (unito al Regno d'Italia):
- Francesco Jacomoni di San Savino dal 22 aprile 1939 al marzo 1943
- Alberto Pariani dal marzo 1943 al 6 settembre 1943

N.B. nel 1941 venne unita all'Albania il Kosovo e parte della Macedonia già parte della Iugoslavia, non vi faceva parte l'isola di Saseno.

## Occupazione italiana di Adalia (1919-1921)
Comandante truppe italiane:
- Giuseppe Battistoni dal 29 aprile 1919 al 24 luglio 1919
- Luigi Bongiovanni dal 24 luglio 1919 al 17 agosto 1919
- Vittorio Elia dal 17 agosto 1919 al 18 dicembre 1919
- Achille Porta dal 18 dicembre 1919 al 7 agosto 1920
- Giorgio Fusoni dal 7 agosto 1920 al 29 aprile 1922

## Corsica (sotto occupazione italiana) (1942-43)
Governatore militare della Corsica:
- Giacomo Carboni dal 12 novembre 1942 al febbraio 1943
- Giovanni Magli dal febbraio 1943 al 9 settembre 1943

## Montenegro, occupazione italiana 1941-43
Comandante italiano del Montenegro e del distretto di Cattaro:
- Principe Alessandro Pirzio Biroli dal 17 al 29 aprile 1941

Commissario Civile:
- Conte Serafino Mazzolini dal 29 aprile al 22 maggio 1941

Reggente:
- Conte Serafino Mazzolini dal 22 maggio 1941 al 12 luglio 1941

Alto Commissario Italiano per il Montenegro:
- Conte Serafino Mazzolini dal 12 luglio 1941 al 23 luglio 1941

Governatore:
- Principe Alessandro Pirzio Biroli dal 23 luglio 1941 al 13 luglio 1943
- Conte Curio Barbasetti di Prun dal 13 luglio al 10 settembre 1943

## Concessione italiana di Tientsin in Cina
Governatore:
- Cesare Poma dal 1901 al 1903
- Giuseppe Chiostri dal 1904 al 1906
- Oreste Da Vella dal 1906 al 1911
- Vincenzo Fileti dal 1912 al 1920
- Marcello Roddolo dal 1920 al 1921
- Luigi Gabrielli di Quercita dal 1921 al 1924
- Guido Segre dal 1925 al 1927
- Luigi Neyrone dal 1927 al 1932
- Filippo Zappi dal 1932 al 1938
- Ferruccio Stefenelli dal 1938 al 10 settembre 1943 (occupazione giapponese)

N.B. il Governatore della Concessione italiana di Tientsin assolveva anche le funzioni di Console.

## Amministrazione fiduciaria italiana della Somalia
N.B: il 29 febbraio 1956 fu nominato dall'amministratore Enrico Martino il Primo ministro della Somalia italiana Abdullahi Issa Mohamud in carica fino al 1º luglio 1960.